# 제40회 홍콩 영화 금상장
제40회 홍콩 영화 금상장은 2022년 7월 17일에 열린 시상식이다.

## 수상 및 후보

### 작품상
- 레이징 파이어 - 진목승 수상
- 매염방 - 렁록만
- 림보 - 정 바오루이
- 제로 투 히로 - 윤지문
- 드리프팅 - 준리

### 감독상
- 레이징 파이어 - 진목승 수상
- 허안화: 행복한 영화 - 만림중
- 매염방 - 렁록만
- 림보 - 정 바오루이
- 립 - 진가신

### 각본상
- 림보 - 구건아 외 1명 수상
- 원 세컨 챔피언 - Ashley Cheung Yin Kei 외 3명
- 타임 - Ho Ching Yi 외 1명
- 제로 투 히로 - 윤지문 외 1명
- 드리프팅 - 준리

### 남우주연상
- 타임 - 사현 수상
- 청킹맨션 - 임가동
- 림보 - 임가동
- 제로 투 히로 - 렁충항
- 드리프팅 - 오진우

### 여우주연상
- 림보 - 류아슬 수상
- 마달레나 - 주수나
- 매염방 - 루이즈 웡
- 제로 투 히로 - 오군여
- 립 - 공리

### 남우조연상
- 제로 투 히로 - 펑호양 수상
- 매염방 - 고천락
- 타임 - 임설
- 드리프팅 - 윌 오어
- 드리프팅 - 사호관

### 여우조연상
- 매염방 - 료자여 수상
- 제폭: 범죄와의 전쟁 - 바오치징
- 타임 - 충수이잉
- 림보 - 료자여
- 립 - 바이랑
- 드리프팅 - 이려진

### 신인상
- 매염방 - 루이즈 웡 수상
- 타임 - 충수이잉
- 제로 투 히로 - 렁충항
- 제로 투 히로 - 펑호양
- 드리프팅 - 윌 오어

### 촬영상
- 림보 - 정조강 수상
- 청킹맨션 - Rick Lau
- 레이징 파이어 - Fung Yuen Man
- 매염방 - 반요명
- 사랑 뒤의 사랑 - 크리스토퍼 도일 외 1명

### 편집상
- 레이징 파이어 - 팽정희 수상
- 청킹맨션 - 장숙평
- 쇼크 웨이브 2 - 종위쇠
- 더 배틀 앳 레이크 창진 - Mak Chi Sin 외 2명
- 림보 - 데이비드 M. 리처드슨

### 미술상
- 림보 - 맥국강 외 1명 수상
- 청킹맨션 - Cheung Siu Hong 외 1명
- 매염방 - 황병요
- 사랑 뒤의 사랑 - 조해
- 드리프팅 - Albert Poon Yick Sum

### 의상&메이크업상
- 매염방 - 오리로 외 1명 수상
- 청킹맨션 - Cheung Siu Hong 외 1명
- 진삼국무쌍 - 오보령
- 사랑 뒤의 사랑 - 와다 에미
- 림보 - 여가안 외 1명

### 무술감독상
- 레이징 파이어 - 견자단 외 3명 수상
- 원 세컨 챔피언 - Leung Pok Yan
- 청킹맨션 - Tang Sui Wa
- 쇼크 웨이브 2 - Li Chung Chi
- 림보 - 황위량

### 영화음악상
- 사랑 뒤의 사랑 - 류이치 사카모토 수상
- 매염방 - Chiu Tsang Hei 외 1명
- 제로 투 히로 - 대 위
- 림보 - 카와이 켄지
- 드리프팅 - Wong Hin Yan

### 주제가상
- 원 세컨 챔피언 - Origin of Time 수상
- 댄스스트리트 - Welcome To This City
- 레이징 파이어 - Dead Lock
- 제로 투 히로 - Zero To Hero
- 드리프팅 - Drifting

### 음향효과상
- 매염방 - 두독지 외 1명 수상
- 쇼크 웨이브 2 - 닙 케이 윙 외 1명
- 더 배틀 앳 레이크 창진 - Wang Danrong 외 2명
- 레이징 파이어 - 이요강 외 3명
- 림보 - 노파와트 리키퉝

### 시각효과상
- 매염방 - 여국양 외 3명 수상
- 쇼크 웨이브 2 - 여국양 외 3명
- 더 배틀 앳 레이크 창진 - 서극 외 2명
- 레이징 파이어 - 양위민 외 3명
- 림보 - 임가락 외 2명

### 신인감독상
- 청킹맨션 - 찬 킨-롱 수상
- 원 세컨 챔피언 - 신 항 치우
- 허안화: 행복한 영화 - 만림중
- 제폭: 범죄와의 전쟁 - 유호량
- 드리프팅 - 준리

### 전업정신상
- 주국충 수상

### 공로상
- 허관문 수상

### 베스트 아시안 중국어 영화
- 아메리칸 걸 - 펑아이 피오나 론 수상
- 만년이 지나도 변하지 않는 게 있어 - 구파도
- 마이 미씽 발렌타인 - 진옥훈